# شهزاد رفیق
شهزاد رفیق (انگلیسی: Shahzad Rafique) کارگردان فیلم و تهیه‌کننده فیلم اهل پاکستان است.

## فیلم‌شناسی

### کارگردان
| سال  | فیلم                  | زبان   |
| ---- | --------------------- | ------ |
| ۲۰۰۱ | Rukhsati              | اردو   |
| ۲۰۰۴ | سلاخین                | اردو   |
| ۲۰۰۷ | Mohabbataan Sachiyaan | پنجابی |
| ۲۰۱۲ | عشق خدا               | اردو   |
| ۲۰۱۶ | سلیوت                 | اردو   |

### تهیه‌کننده
| سال  | فیلم   | زبان |
| ---- | ------ | ---- |
| ۱۹۹۶ | گهونگت | اردو |
| ۱۹۹۸ | نکاح   | اردو |